# Tresorit
Tresorit es un servicio en línea de almacenamiento en la nube, con sede en Suiza y Hungría, que propone mejoras en la seguridad y el cifrado de datos para Empresas. El servicio cuesta a partir de 12,50 EUR/mes/usuario/1000GB, y existe un periodo de prueba gratuito de 14 días. La versión Business ofrece hasta 1Tb de espacio de almacenamiento por usuario, así como funciones de seguridad suplementarias, tales como DRM, niveles de acceso granulares y otras características dirigidas a crear un entorno de trabajo seguro. Tresorit es considerado una alternativa muy segura a Dropbox.
Los servicios de Tresorit están disponibles a través de un cliente para ordenador, una aplicación basada en la web y apps para móviles. Actualmente, está disponible para Windows, macOS, Linux, Android, Windows Phone 8 y iOS.

## Historia
Tresorit fue fundado en 2011 por los programadores húngaros Istvan Lam, que es actualmente el CEO de la empresa; Szilveszter Szebeni, actual Director del departamento de informática (CIO), y Gyorgy Szilagyi, Director de producción (CPO) de la compañía.
Tresorit lanzó oficialmente su servicio de almacenamiento cifrado en la nube en abril de 2014, tras sacar a la luz una versión beta privada.
En agosto de 2015, Wuala (propiedad de LaCie y Seagate), uno de los pioneros del almacenamiento seguro en la nube, anunció dejaba de ofrecer su servicio tras 7 años y recomendó a sus usuarios que utilizaran Tresorit como una alternative segura.
Desde otoño de 2016, las apps de Tresorit están disponibles también en español.

## Tecnología
Tresorit cifra los archivos en el lado del cliente con AES-256 antes de subirlos a la nube. Además, los archivos están protegidos por códigos de autenticación de HMAC aplicados sobre hashes SHA-512.
Un "tresor" (alemán para caja fuerte) es un equivalente cifrado de un directorio subido a la nube. Los tresors se sincronizan automáticamente con la nube cuando se les añade o borra un archivo, de manera similar a como lo hacen Box.com y el software para ordenador de Dropbox. La principal diferencia entre Tresorit y sus competidores es que Tresorit aplica cifrado AES-256 en el lado del cliente, cuando los archivos todavía son locales, y solo después los sube a la nube.  Además, gracias al cifrado de extremo a extremo, los usuarios pueden compartir archivos y carpetas protegidos y trabajar en ellos, manteniendo los documentos sincronizados y seguros durante todas las etapas del proceso. Hay otras capas adicionales de seguridad, pero la clave radica en que la llave del cifrado está siempre únicamente en manos del usuario. Al emplear protocolos de cifrado con conocimiento cero, Tresorit no tiene los datos de autenticación de los usuarios, así que éstos no se pueden filtrar de sus servidores ni pueden ser entregados a un gobierno en caso de que este los solicite.

## Concurso de hackeo
Durante 2013 y 2014, Tresorit llevó a cabo un concurso de hackeo, en el que ofrecía $10,000 a quien fuera capaz de hackear su método de cifrado de datos y accede a sus servidores. Algunos meses después, la recompensa subió a $25,000 y, luego, a $50,000, despertando el interés de los principales hackers de instituciones como Harvard, Stanford o el MIT. El concurso estuvo vigente durante 468 días y ningún hacker fue capaz de romper el cifrado de Tresorit.

## Repercusión
Tresorit ha recibido numerosas nominaciones y premios. Up-Cloud Rewards lo nombró uno de las 5 mejores soluciones de seguridad en la nube en 2012.
A principios de 2016, Forbes incluyó al cofundador de Tresorit Istvan Lam en su lista europea "30 under 30" (30 personajes de menos de 30 años).

## Precios de almacenamiento
El rango de precios va desde los 12,50 EUR/mes/usuario por 1000 GB (Small Business) a los 25 EUR/mes por 200500 GB (Individual). Hay también un plan gratuito ('Reader)', que tiene limitadas algunas de las funciones.